# La Vision de saint Augustin (Fra Filippo Lippi)
Pour les articles homonymes, voir La Vision de saint Augustin.
 (février 2024).
Si vous disposez d'ouvrages ou d'articles de référence ou si vous connaissez des sites web de qualité traitant du thème abordé ici, merci de compléter l'article en donnant les références utiles à sa vérifiabilité et en les liant à la section « Notes et références ».
 (février 2024).
La Vision de saint Augustin ou L'Apparition de l'enfant à saint Augustin est une tempera sur panneau (28 × 51,5 cm) réalisée par 	
Fra Filippo Lippi entre 1452 et 1465. Elle est conservée au musée de l'Ermitage de Saint-Pétersbourg.

## Description
Cette œuvre faisait autrefois partie d'un tableau d'autel à plusieurs panneaux non identifié. Le panneau représente un thème iconographique rare : la vision de saint Augustin d'un petit enfant qui tente d'enlever l'eau de la mer avec une cuillère ; selon cette histoire, quand le saint lui demande pourquoi il fait cela, l'enfant répond que la tentative de l'esprit humain de comprendre le mystère de la nature divine, c'est-à-dire celui de la Sainte Trinité, thème auquel saint Augustin s'est consacré dans ses écrits à l'époque de cette vision, est aussi inutile et vain que de chercher à enlever toute l'eau de la mer à l'aide d'une cuillère.
La scène peinte par Lippi s'insère dans un paysage toscan dépouillé et structuré selon les lois de la perspective linéaire, avec une ville dans le lointain à gauche, dont on remarque les remparts et les tours (La Cité de Dieu de saint Augustin ?). Au lieu de la mer, Lippi a préféré représenter à droite un fleuve au bord duquel se trouve l'enfant vêtu de bleu. Saint Augustin quant à lui est figuré avec ses vêtements épiscopaux. Le soleil en haut à droite est à trois faces pour figurer la Sainte Trinité.
Avant d'être confisquée par les bolchéviques, cette œuvre faisait partie de la collection de la princesse d'Oldenbourg (1845-1925).